# Miscarello
Miscarello is een plaats (frazione) in de Italiaanse gemeente Giarre.